# Калач-на-Дону
Кала́ч-на-Дону́ — город на юге России, в Волгоградской области, расположенный в излучине Дона, неподалёку от Цимлянского водохранилища в 80 километрах западнее Волгограда. Административный центр Калачёвского района и Калачёвского городского поселения.
Население — 24 277 чел. (2021).
Калач-на-Дону носит почётное звание Города воинской славы (Указ Президента Российской Федерации от 25 марта 2010 г. № 342)

## История

### Казачий хутор
Основан в 1708 году как казачий хутор Калач. Хутор вошёл в юрт станицы Пятиизбянской, а последняя, в свою очередь, в 1802 году вошла в состав 16 казачьих станиц 2-го Донского округа Области Войска Донского (ОВД). В 1859 году в хуторе Калачёвском станицы Пятиизбянской проживало 255 душ мужского и 214 женского пола.
На хуторе имелись два храма: православная Николаевская церковь и Успенская единоверческая церковь.
В 1862 году от Царицына до Калача была построена Волго-Донская железная дорога — самая старая из действующих железных дорог на территории современной Волгоградской области. Население посёлка стало стремительно расти. Согласно Списку населённых мест ОВД по переписи 1873 года в торговом поселении Калач имелось 75 дворов, проживало 606 душ мужского и 567 женского пола. Согласно переписи населения 1897 года в хуторе Калач проживало уже 2973 души мужского и 2782 женского пола.
Тем не менее, к 1915 году население хутора сократилось. Согласно алфавитному списку населённых мест ОВД 1915 года в хуторе Калач проживало 1383 души мужского и 1492 женского пола, имелись хуторское правление, земская больница. почтово-телеграфная контора.

### Гражданская война
В годы Гражданской войны Калач играл огромную роль в обороне Царицына. В районе произошло одно из самых массовых восстаний казаков против большевиков. Калач порядка восьми раз переходил из рук в руки.
В 1919 году Калач включён в состав Царицынской губернии. С 1928 года Калач — районный центр Калачёвского района Сталинградского округа (ликвидирован в 1930 году) Нижне-Волжского края (с 1934 года — Сталинградский край, с 1936 года — Сталинградская область, с 1961 года — Волгоградская область).

### Великая Отечественная война
Калач-на-Дону сыграл большую роль в Сталинградской битве как на её начальном, так и завершающем этапе.
Сталинградская битва (начальный этап)
В августе 1942 года, Калач, расположенный в вершине излучины Дона, оказался целью немецкого продвижения к Волге. На подступах к городу развернулись упорные бои между наспех сформированными частями РККА и элитными дивизиями 6-й армии вермахта. Начало боёв под Калачом совпало с выходом Приказа № 227, запрещавшего отход частей без приказа «высшего командования», под которым понималось командование не ниже уровня фронта.
Калачёвский котёл
7 августа 1942 года немецкие войска прорвали фронт 62-й армии. 8 августа 1942 года, при попытке сдержать наступающие на Сталинград немецкие войска в 100 км к западу от Калача попали в окружение несколько только что прибывших на фронт дивизий 62-й армии: 181-я (второго формирования), 147-я (второго формирования) и 229-я (2-го формирования) стрелковые дивизии. Там же оказался и курсантский полк Краснодарского пехотного училища. После нескольких дней боёв дивизии понесли тяжёлые потери. Оставшиеся в живых попали в плен. Всего в плен попало до 57 тысяч человек, потеряно около тысячи танков, 750 орудий и 650 самолётов.
Тем не менее в самом Калаче противник встретил стойкие и закалённые в боях части. К вечеру 9 августа в район Калача прибыла и заняла оборону 20-я мотострелковая бригада под командованием полковника П. С. Ильина. До 15 августа бригада удерживала переправу через Дон, по которой отходили части 62-й армии, а в этот день с появлением преследовавших их немцев мост был взорван. Начались бои непосредственно за город (справа и слева от мотострелков оборонялись 131-я и 112-я стрелковая дивизии). С 23 августа стрелковые дивизии отступили, бои в городе вели только мотострелки и 175-й укреплённый район. Связь со штабом армии была утрачена. 25 августа немцы внезапной атакой ворвались в город с севера и захватили примерно его половину. В уличных боях к ночи красноармейцы оттеснили немцев за город. 26 августа при поддержке 20 танков немца начали новый штурм города, тяжёлый бой шёл весь день, часто переходя в рукопашные схватки. Ценой больших потерь город удалось отстоять. В бригаде осталось не более 800 бойцов, она заняла круговую оборону. 28 августа начался новый штурм, к вечеру немцы при поддержке 15 танков заняли северную часть города. В нескольких контратаках частично удалось их оттеснить. Ошибочно полагая, что город защищают большие силы, немцы приостановили дальнейшие атаки. За это время удалось восстановить связь с штабом 62-й армии и в ночь на 1 сентября по приказу штаба армии город был оставлен. Уцелевшие бойцы (их осталось не более 300 человек при 5 орудиях и 4 миномётах) вышли в район Карповки, где сражалась другая окружённая группировка. Там они ещё сутки вели бой, а в ночь на 3 сентября прорвались на позиции 62-й армии в Сталинграде.
За дни обороны Калача потери немецких войск составили около 3600 солдат и офицеров, 16 танков, 3 бронетранспортёра, 13 орудий, 150 повозок с имуществом, 18 тяжелых пулемётов, 16 миномётов, 2 самолёта и много стрелкового вооружения.
Официально считается, что 26 августа 1942 года Калач был занят частями 6-й армии вермахта, однако по свидетельству руководителя обороны П. С. Ильина это произошло в ночь на 1 сентября 1942 года (с 26 августа по 1 сентября немцы занимали небольшой район в северной части города).
Сталинградская битва (заключительный этап)
После упорных боёв 23 ноября 1942 года, в которых отличилась 14-я мотострелковая бригада, город освобождён, в этот же день в рамках операции «Уран» в Калачёвском районе замкнулось кольцо вокруг немецкой 6-й армии.

### Послевоенная история

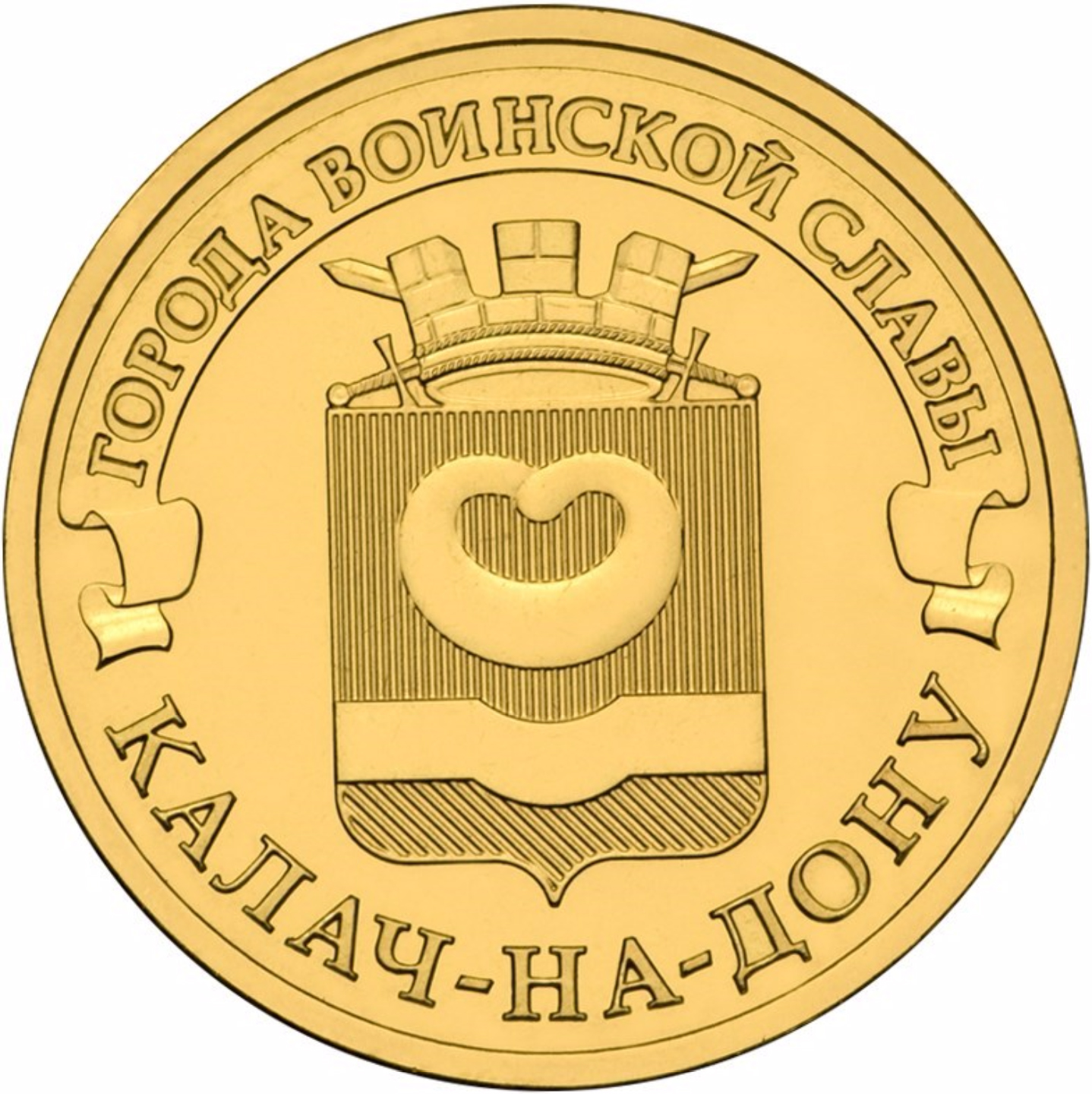
Памятная монета 10 рублей Банка Россия (2015) из серии «Города воинской славы»

15 марта 1948 года хутор Калач-на-Дону преобразован в рабочий посёлок.
1 марта 1951 года рабочий посёлок Калач-на-Дону получил статус города.
В 1952 году в районе Калача был проведён Волго-Донской судоходный канал имени В. И. Ленина (здесь находится последний шлюз перед соединением канала с Доном).
После введения в 2006 году почётного звания «Город воинской славы» ветеранские и общественные организации в 2007 году выступили с инициативой о присвоении Калачу-на-Дону этого высокого знака отличия, поддержанной городскими и областными органами власти, и Указом президента Российской Федерации от 25 марта 2010 года № 342 почётное звание было присвоено. В рамках мероприятий по благоустройству городского центра на бульваре 300-летия Калача-на-Дону 19 ноября 2017 года состоялось торжественное открытие стелы «Город воинской славы», составившей единый мемориальный комплекс с танком-памятником Т-34, установленным ранее в честь советских танкистов, освободивших город.

## География
Калач-на-Дону расположен в степной зоне, на левом берегу Дона (Цимлянского водохранилища), на высоте около 40 метров над уровнем моря. Рельеф местности холмисто-равнинный. Обращённые к Дону склоны Приволжской возвышенности изрезаны балками и оврагами (Берёзовый Лог и др.). К востоку и северу от города имеются защитные лесонасаждения (преобладающая порода — сосна). Почвы — каштановые.
В городе расположена железнодорожная станция Донская Волгоградского региона Приволжской железной дороги. По автомобильной дороге А260, проходящей по окраине города, расстояние до города Волгограда составляет 79 км.
| С-З | Серафимович ~ 180 км                        | Михайловка ~ 230 км Фролово ~ 190 км  | Камышин ~ 260 км   | С-В |
| З   | Суровикино ~ 64 км Луганск ~ 390 км         | Роза ветров                           | Волгоград ~ 79 км  | В   |
| Ю-З | Волгодонск ~ 250 км Ростов-на-Дону ~ 400 км | Котельниково ~ 230 км Элиста ~ 350 км | Астрахань ~ 490 км | Ю-В |

### Климат
Климат умеренный континентальный с жарким летом и малоснежной, иногда с большими холодами, зимой. Согласно классификации климатов Кёппена климат характеризуется как влажный континентальный (индекс Dfa). Температура воздуха имеет резко выраженный годовой ход. Среднегодовая температура положительная и составляет + 8,4 °С, средняя температура января −7,1 °С, июля +23,8 °С. Расчётная многолетняя норма осадков — 377 мм, наибольшее количество осадков выпадает в июне (41 мм), наименьшее в феврале и марте (по 23 мм).

## Население
| \| 1859[23] \| 1873[24] \| 1897[25] \| 1915[26] \| 1939[27] \| 1959[28] \| 1967[29] \| 1970[30] \| 1979[31] \| \| -------- \| -------- \| -------- \| -------- \| -------- \| -------- \| -------- \| -------- \| -------- \| \| 469 \| ↗1173 \| ↗5755 \| ↘2875 \| ↗7046 \| ↗16 676 \| ↗21 000 \| ↘20 795 \| ↗22 836 \| \| 1989[32] \| 1992[29] \| 1996[29] \| 1998[29] \| 2000[29] \| 2001[29] \| 2002[33] \| 2003[29] \| 2005[29] \| \| ↗22 979 \| ↗23 500 \| ↗25 000 \| ↗25 300 \| ↗25 400 \| ↘25 300 \| ↗26 882 \| ↗26 900 \| ↘26 600 \| \| 2006[29] \| 2007[29] \| 2008[34] \| 2009[35] \| 2010[36] \| 2011[29] \| 2012[37] \| 2013[38] \| 2014[39] \| \| →26 600 \| →26 600 \| →26 600 \| ↘26 344 \| ↗26 910 \| ↘26 900 \| ↘26 666 \| ↘26 211 \| ↘25 629 \| \| 2015[40] \| 2016[41] \| 2017[42] \| 2018[43] \| 2019[44] \| 2020[45] \| 2021[1] \| \| \| \| ↘25 133 \| ↘24 742 \| ↘24 237 \| ↘23 947 \| ↘23 813 \| ↘23 595 \| ↗24 277 \| \| \| 5000 10 000 15 000 20 000 25 000 30 000 1915 1979 2000 2006 2011 2016 2021 |         |         |         |         |         |         |         |         |
| 1859 | 1873    | 1897    | 1915    | 1939    | 1959    | 1967    | 1970    | 1979    |
| 469 | ↗1173   | ↗5755   | ↘2875   | ↗7046   | ↗16 676 | ↗21 000 | ↘20 795 | ↗22 836 |
| 1989 | 1992    | 1996    | 1998    | 2000    | 2001    | 2002    | 2003    | 2005    |
| ↗22 979 | ↗23 500 | ↗25 000 | ↗25 300 | ↗25 400 | ↘25 300 | ↗26 882 | ↗26 900 | ↘26 600 |
| 2006 | 2007    | 2008    | 2009    | 2010    | 2011    | 2012    | 2013    | 2014    |
| →26 600 | →26 600 | →26 600 | ↘26 344 | ↗26 910 | ↘26 900 | ↘26 666 | ↘26 211 | ↘25 629 |
| 2015 | 2016    | 2017    | 2018    | 2019    | 2020    | 2021    |         |         |
| ↘25 133 | ↘24 742 | ↘24 237 | ↘23 947 | ↘23 813 | ↘23 595 | ↗24 277 |         |         |

На 1 января 2025 года по численности населения город находился на 593-м месте из 1124 городов Российской Федерации.

## Экономика

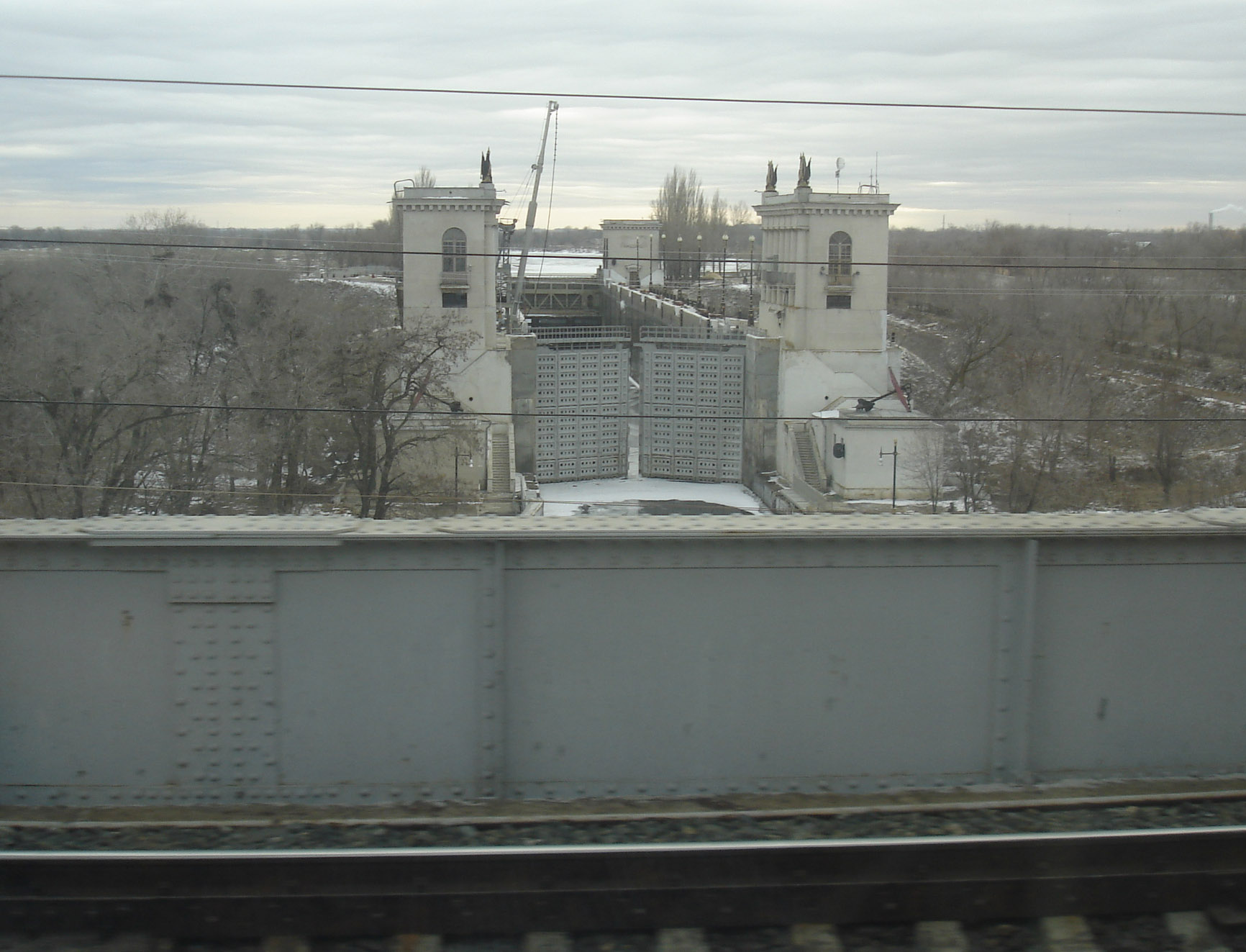
12-й шлюз Волго-Донского канала перед впадением в Дон

В городе расположен речной порт и железнодорожная станция  Донская — конечная станция на железной дороге от Волгограда до Калача-на-Дону. В ноябре 1976 года открыт автодорожный мост через Дон.
Общественное питание представлено: 6 кафе и десятью пунктами фастфуда.
В Калачёвском районе выращивают пшеницу, ячмень, кукурузу, рожь, горчицу, овощи, фрукты, а также широко развито скотоводство, свиноводство и овцеводство.

### Комментарии
1. ↑  Летом 1942 года из курсантов стрелковых училищ формировались стрелковые полки. 90% курсантов уже были аттестованы на звание младших лейтенантов, а на фронт пошли рядовыми бойцами, — рассказывает заведующий музейным комплексом ВолГУ Александр Михалёв. – К началу боёв курсантские полки имели в своём составе от 1,5 до 2,5 тысячи человек, но были не полностью укомплектованы боеприпасами и стрелковым оружием[11]
2. ↑  По данным Б. В. Соколова, в «котле» оказались девять советских стрелковых дивизий, две механизированные и семь танковых бригад.

### Сноски
1. 1 2 3  Итоги Всероссийской переписи населения 2020 года (по состоянию на 1 октября 2021 года)
2. ↑  УКАЗ Президента РФ от 25.03.2010 № 342 "О ПРИСВОЕНИИ Г. КАЛАЧ-НА-ДОНУ ПОЧЕТНОГО ЗВАНИЯ РОССИЙСКОЙ ФЕДЕРАЦИИ «ГОРОД ВОИНСКОЙ СЛАВЫ». Дата обращения: 4 мая 2024. Архивировано 18 августа 2016 года.
3. ↑  ГПИБ / Вып. 12: Земля Донского войска : … по сведениям 1859 года. — 1864. Дата обращения: 4 мая 2024. Архивировано 7 марта 2016 года.
4. ↑  Хутора Калача-на-Дону Николаевская церковь. Дата обращения: 4 мая 2024. Архивировано 1 октября 2020 года.
5. ↑  Хутора Калача-на Дону Успенская единоверческая церковь. Дата обращения: 4 мая 2024. Архивировано 3 февраля 2021 года.
6. ↑  Список населённых мест Области войска Донского по переписи 1873 года Приложение к Памятной книжке Области войска Донского на 1875 год Новочеркасск, 1875. С.93. Дата обращения: 4 мая 2024. Архивировано 15 мая 2017 года.
7. ↑  Список населённых мест области войска Донского по первой всеобщей переписи населения Российской Империи, 1897 года Ч. 2-3. 1905 год. с. 162. Дата обращения: 4 мая 2024. Архивировано 15 мая 2017 года.
8. ↑  Алфавитный список насёленных мест Области Войска Донского :  [рус. дореф.] = Алфавитный списокъ населенныхъ мѣст области войска Донского. — Новочеркасск : Обл. Войска Донского тип., 1915. — С. 183—184. — V, [4], 658 с.
9. ↑  История административно-территориального деления Сталинградского (Нижневолжского) края. 1928—1936 гг. Справочник. Дата обращения: 4 мая 2024. Архивировано из оригинала 30 сентября 2016 года.
10. 1 2  Соколов, 2013, с. 45.
11. ↑  Экзамен держали на поле боя. Волгоградская правда (17 декабря 2012). Архивировано 17 апреля 2021 года.
12. 1 2  Великая Отечественная война 1941—1945 годов. Энциклопедия в 12 томах / Председатель главной редакционной комиссии генерал армии С. К. Шойгу. — Т. 3. Битвы и сражения, изменившие ход войны. — М.: Кучково поле, 2012. — 864 с. — ISBN 978-5-9950-0269-7. — С. 258.
13. 1 2  Ильин П. С. Бой за Калач-на-Дону. // Военно-исторический журнал. — 1961. — № 10. — С.70-81.
14. ↑  Город воинской славы Калач-на-Дону. Сайт Липецкой областной библиотеки. Дата обращения: 4 мая 2024. Архивировано 5 сентября 2021 года.
15. ↑  Калач-на-Дону. Навечно в памяти. Виртуальный музей Победы, посвящённый событиям Великой Отечественной войны. Дата обращения: 4 мая 2024. Архивировано из оригинала 1 января 2019 года.
16. ↑  «О присвоении городу Калач-на-Дону почётного звания Российской Федерации „Город воинской славы“»
17. ↑  Калачу-на-Дону присвоено звание «Город воинской славы». Дата обращения: 13 августа 2024. Архивировано 2 апреля 2024 года.
18. ↑  Райцентр Волгоградской области стал Городом воинской славы
19. 1 2  Карты Генштаба M-38 (В) 1:100000. Волгоградская и Ростовская области. Дата обращения: 4 мая 2024. Архивировано из оригинала 3 октября 2016 года.
20. ↑  Почвенная карта России. Дата обращения: 4 мая 2024. Архивировано 3 октября 2016 года.
21. ↑  Расстояния указаны согласно сервису Яндекс.Карты
22. ↑  Climat: Kalach-na-Donu - Diagramme climatique, Courbe de température, Table climatique - Climate-Data.org (фр.). Дата обращения: 4 мая 2024. Архивировано 22 марта 2016 года.
23. ↑  Списки населенных мест Российской империи, составленные и издаваемые Центральным статистическим комитетом Министерства внутренних дел. СПб.: изд. Центр. стат. ком. Мин. внутр. дел, 1861-1885. [Вып. 12: Земля Донского войска: 1864. XXV, 102 с., 1 л. к.]
24. ↑  Список населённых мест Области войска Донского по переписи 1873 года Приложение к Памятной книжке Области войска Донского на 1875 год. Новочеркасск, 1875. С. 67
25. ↑  Список населённых мест области войска Донского по первой всеобщей переписи населения Российской Империи, 1897 года Ч. 2-3. 1905 год. с. 160
26. ↑  Алфавитный список населённых мест Области войска Донского Приложение: Карта-справочник Области войска Донского. Новочеркасск. Областная войска Донского типография. 1915. С. 121
27. ↑  Всесоюзная перепись населения 1939 года. Численность сельского населения СССР по районам, крупным селам и сельским населённым пунктам - райо
28. ↑  Всесоюзная перепись населения 1959 года. Численность городского населения РСФСР, её территориальных единиц, городских поселений и городски — Демоскоп Weekly.
29. 1 2 3 4 5 6 7 8 9 10 11  Народная энциклопедия «Мой город». Калач-на-Дону
30. ↑  Всесоюзная перепись населения 1970 года Численность городского населения РСФСР, ее территориальных единиц, городских поселений и городских — Демоскоп Weekly.
31. ↑  Всесоюзная перепись населения 1979 года Численность городского населения РСФСР, ее территориальных единиц, городских поселений и городских — Демоскоп Weekly.
32. ↑  Всесоюзная перепись населения 1989 г. Численность городского населения РСФСР, ее территориальных единиц, городских поселений и городских ра
33. ↑  Всероссийская перепись населения 2002 года. Численность населения субъектов Российской Федерации, районов, городских поселений, сельских н
34. ↑  Города Волгоградской области (число жителей - оценка на 1 января 2008 года, тысяч человек)
35. ↑  Численность постоянного населения Российской Федерации по городам, посёлкам городского типа и районам на 1 января 2009 года
36. ↑  Всероссийская перепись населения 2010 года. Численность населения городских округов, муниципальных районов, городских и сельских поселений, городских и сельских населённых пунктов Волгоградской области
37. ↑  Численность населения Российской Федерации по муниципальным образованиям. Таблица 35. Оценка численности постоянного населения на 1 январ
38. ↑  Численность населения Российской Федерации по муниципальным образованиям на 1 января 2013 года. Таблица 33. Численность населения городских округов, муниципальных районов, городских и сельских поселений, городских населённых пунктов, сельских населённых пунктов — Росстат, 2013. — 528 с.
39. ↑  Таблица 33. Численность населения Российской Федерации по муниципальным образованиям на 1 января 2014 года
40. ↑  Численность населения Российской Федерации по муниципальным образованиям на 1 января 2015 года
41. ↑  Численность населения Российской Федерации по муниципальным образованиям на 1 января 2016 года — 2018.
42. ↑  Численность населения Российской Федерации по муниципальным образованиям на 1 января 2017 года — М.: Росстат, 2017.
43. ↑  Численность населения Российской Федерации по муниципальным образованиям на 1 января 2018 года — М.: Росстат, 2018.
44. ↑  Численность населения Российской Федерации по муниципальным образованиям на 1 января 2019 года
45. ↑  Численность населения Российской Федерации по муниципальным образованиям на 1 января 2020 года
46. ↑  с учётом городов Крыма
47. ↑  Численность населения Российской Федерации по муниципальным образованиям на 1 января 2025 года